# Аббенроде
Аббенроде (нім. Abbenrode) - комуна в Німеччині, у землі Саксонія-Ангальт.
Входить до складу району Верніґероде. Підпорядковується управлінню Фервальтунгсгемайншафт Нордхарц. Населення становить 946 осіб (на 31 грудня 2006 року). Займає площу 11,18 км². Офіційний код -  15 3 69001.
Вперше згадується в 1129 році.